# Higher Self
Higher Self (estilizado em maiúsculas) é o terceiro álbum de estúdio do músico japonês Kyosuke Himuro, lançado em 6 de abril de 1991. Foi relançado em 21 de julho de 2003 junto com os álbuns anteriores de Himuro.

## Recepção
Alcançou a primeira posição na Oricon Albums Chart e ficou na parada por dezesseis semanas. Foi certificado disco de platina pela RIAJ no mês de lançamento, e os singles "Jealousy o Nemurasete" e "Crime of Love"  foram certificados como platina e ouro, respectivamente.

## Faixas
Os títulos das canções são estilizados em maiúsculas.
| N.º            | Título                                       | Duração |  |
| 1.             | "Crime of Love"                              | 3:51    |  |
| 2.             | "Black-List"                                 | 4:16    |  |
| 3.             | "Velvet Rose"                                | 4:32    |  |
| 4.             | "Psychic Baby"                               | 3:39    |  |
| 5.             | "Maximum 100 no Yuutsu" (MAXIMUM 100の憂鬱)  | 3:19    |  |
| 6.             | "Wild at Night"                              | 2:52    |  |
| 7.             | "Stormy Night"                               | 3:50    |  |
| 8.             | "Climax"                                     | 4:40    |  |
| 9.             | "Cabaret in the Heaven"                      | 3:54    |  |
| 10.            | "Moon"                                       | 5:37    |  |
| 11.            | "Jealousy o Nemurasete" (JEALOUSYを眠らせて) | 4:02    |  |
| 12.            | "Lover's Day -Solitude-"                     | 3:32    |  |
| Duração total: | Duração total:                               | 48:10   |  |